# El Club del Siglo de Europa
Con el nombre de El Club del Siglo de Europa se le conoce al estudio realizado por la Federación Internacional de Historia y Estadística de Fútbol (IFFHS) entre septiembre y octubre del año 2009 con el objetivo de dar a conocer cual fue el club europeo de mayor rendimiento en el periodo comprendido desde el año 1901 hasta el 2000.
El organismo ha apostado por hacer una clasificación por continentes y no mundial dada la dificultad de equiparar los títulos a partir exclusivamente de los resultados de las competiciones continentales de clubes, las competiciones nacionales no son más que un requisito previo para poder optar a la parte continental de las competiciones de clubes, mientras que las competiciones intercontinentales no han sido tenidas en cuenta.

## Ranking continental delsigloXX
(1901-2000)
| Posición | Club                             | País                 | Puntaje |
| -------- | -------------------------------- | -------------------- | ------- |
| 1        | Real Madrid C. F.                | España               | 563,50  |
| 2        | Juventus F. C.                   | Italia               | 466,00  |
| 3        | F. C. Barcelona                  | España               | 458,00  |
| 4        | A. C. Milan                      | Italia               | 399,75  |
| 5        | F. C. Bayern München             | Alemania             | 399,00  |
| 6        | F. C. Internazionale             | Italia               | 362,00  |
| 7        | A. F. C. Ajax                    | Países Bajos         | 332,75  |
| 8        | Liverpool F. C.                  | Inglaterra           | 300,25  |
| 9        | S. L. Benfica                    | Portugal             | 299,00  |
| 10       | R. S. C. Anderlecht              | Bélgica              | 231,00  |
| 11       | Manchester United F. C.          | Inglaterra           | 220,00  |
| 12       | C. Atlético de Madrid            | España               | 196,00  |
| 13       | Ferencvárosi T. C.               | Hungría              | 190,00  |
| 14       | Leeds United F. C.               | Inglaterra           | 154,50  |
| 15       | AC Sparta Praha                  | República Checa      | 149,50  |
| 16       | FC Dinamo de Kiev                | Ucrania              | 140,00  |
| 17       | A. S. Roma                       | Italia               | 141,50  |
| 18       | Hamburgo S.V.                    | Alemania             | 140,50  |
| 19       | Borussia Mönchengladbach         | Alemania             | 136,50  |
| 20       | Tottenham Hotspur F. C.          | Inglaterra           | 136,00  |
| 21       | Celtic F. C.                     | Escocia              | 134,00  |
| 22       | SK Rapid Viena                   | Austria              | 127,00  |
| 23       | B. V. Borussia Dortmund          | Alemania             | 124,75  |
| 24       | Rangers F. C.                    | Escocia              | 124,50  |
| 25       | Újpest F. C.                     | Hungría              | 124,00  |
| 26       | F. C. Colonia                    | Alemania             | 118,50  |
| 27       | Feyenoord Rotterdam              | Países Bajos         | 116,50  |
|          | Estrella Roja de Belgrado        | Serbia               | 116,50  |
| 29       | F. C. Porto                      | Portugal             | 115,00  |
| 30       | Valencia C. F.                   | España               | 114,50  |
| 31       | Arsenal F. C.                    | Inglaterra           | 110,25  |
| 32       | IFK Göteborg                     | Suecia               | 107,50  |
| 33       | A. C. F. Fiorentina              | Italia               | 107,00  |
|          | Olympique de Marsella            | Francia              | 107,00  |
| 35       | Chelsea F. C.                    | Inglaterra           | 100,50  |
| 36       | FK Austria Viena                 | Austria              | 97,50   |
| 37       | Real Zaragoza                    | España               | 96,75   |
| 38       | Parma F. C.                      | Italia               | 95,50   |
| 39       | Nottingham Forest F. C.          | Inglaterra           | 87,25   |
| 40       | Club Brujas                      | Bélgica              | 83,00   |
| 41       | PSV Eindhoven                    | Países Bajos         | 81,50   |
| 42       | S. K. Slavia Praga               | República Checa      | 76,5    |
| 43       | Birmingham City FC               | Inglaterra           | 75,00   |
| 44       | Eintracht Frankfurt              | Alemania             | 74,50   |
| 45       | F. C. Steaua București           | Rumania              | 72,50   |
| 46       | A. S. Mónaco F. C.               | Francia              | 72,00   |
| 47       | Sporting de Lisboa               | Portugal             | 68,00   |
| 48       | Werder Bremen                    | Alemania             | 67,25   |
| 49       | F. C. Spartak Moscú              | Rusia                | 65,50   |
|          | París Saint-Germain F. C.        | Francia              | 65,50   |
| 51       | U. C. Sampdoria                  | Italia               | 64,25   |
| 52       | FC Girondins de Burdeos          | Francia              | 64,00   |
| 53       | Bologna FC                       | Italia               | 63,00   |
| 54       | S. S. Lazio                      | Italia               | 62,50   |
| 55       | G. N. K. Dinamo Zagreb           | Croacia              | 60,00   |
|          | Stade de Reims                   | Francia              | 60,00   |
| 57       | Panathinaikos F. C.              | Grecia               | 59,00   |
| 58       | First Vienna F.C. 1894           | Austria              | 58,00   |
|          | MTK Budapest F.C.                | Hungría              | 58,00   |
| 60       | P. F. C. CSKA Sofia              | Bulgaria             | 57,00   |
|          | Galatasaray S. K.                | Turquía              | 57,00   |
| 62       | R. Standard de Liège             | Bélgica              | 54,50   |
| 63       | Dundee United F. C.              | Escocia              | 49,00   |
| 64       | Torino FC                        | Italia               | 48,50   |
| 65       | F. C. Schalke 04                 | Alemania             | 48,00   |
| 66       | VfB Stuttgart                    | Alemania             | 47,50   |
| 67       | NK Hajduk Split                  | Croacia              | 46,50   |
| 68       | KV Mechelen                      | Bélgica              | 45,50   |
| 69       | West Ham United                  | Inglaterra           | 45,00   |
| 70       | Aston Villa F. C.                | Inglaterra           | 44,50   |
| 71       | F. K. Dukla Praga                | República Checa      | 43,50   |
| 72       | Hibernians F. C.                 | Malta                | 42,00   |
|          | Bayer 04 Leverkusen              | Alemania             | 42,00   |
| 74       | S. S. C. Napoli                  | Italia               | 41,50   |
| 75       | Ipswich Town FC                  | Inglaterra           | 41,00   |
|          | F. C. Dinamo Dresden             | Alemania             | 41,00   |
| 77       | Legia Warszawa                   | Polonia              | 40,50   |
| 78       | Aberdeen F. C.                   | Escocia              | 40,25   |
| 79       | A. S. Saint-Étienne              | Francia              | 40,00   |
|          | FC Dinamo Moscú                  | Rusia                | 40,00   |
|          | FC Twente                        | Países Bajos         | 40,00   |
| 82       | Dundee United F. C.              | Escocia              | 39,00   |
| 83       | F. C. Nantes                     | Francia              | 36,00   |
|          | F. C. Spartak Trnava             | Eslovaquia           | 36,00   |
|          | OFK Belgrado                     | Serbia               | 36,00   |
| 86       | FC Carl Zeiss Jena               | Alemania             | 34,00   |
| 87       | Newcastle United F. C.           | Inglaterra           | 33,00   |
| 88       | Everton FC                       | Inglaterra           | 30,50   |
|          | SK Admira Wacker Wien            | Austria              | 30,50   |
| 90       | 1. FC Lokomotive Leipzig         | Alemania             | 29,50   |
| 91       | FC Genoa 1893                    | Italia               | 29,00   |
| 92       | Dinamo de Berlín                 | Alemania             | 28,50   |
|          | Wolverhampton Wanderers FC       | Inglaterra           | 28,50   |
| 94       | 1. FC Magdeburg                  | Alemania             | 27,50   |
|          | Malmö FF                         | Suecia               | 27,50   |
|          | Manchester City F. C.            | Inglaterra           | 27,50   |
|          | Š. K. Slovan Bratislava          | Eslovaquia           | 27,50   |
| 98       | F. C. Dinamo București           | Rumania              | 27,00   |
|          | RCD Espanyol                     | España               | 27,00   |
| 100      | Górnik Zabrze                    | Polonia              | 25,50   |
| 101      | F. C. Dinamo Tbilisi             | Georgia              | 25,00   |
| 102      | Athletic Club                    | España               | 24,00   |
|          | BSC Young Boys Bern              | Suiza                | 24,00   |
|          | Vasas Budapest S. C.             | Hungría              | 24,00   |
|          | FK Partizani                     | Albania              | 24,00   |
|          | RFC Lieja                        | Bélgica              | 24,00   |
| 107      | Olympique de Lyon                | Francia              | 23,50   |
| 108      | 1. F. C. Núremberg               | Alemania             | 23,00   |
| 109      | F. C. Lokomotiv Moscú            | Rusia                | 22,50   |
| 110      | AZ Alkmaar                       | Países Bajos         | 21,00   |
|          | FK Sarajevo                      | Bosnia y Herzegovina | 21,00   |
|          | Vitória SC                       | Portugal             | 21,00   |
| 113      | TSV 1860 Múnich                  | Alemania             | 20,50   |
| 114      | Cardiff City F. C.               | Gales                | 20,00   |
| 115      | Brøndby IF                       | Dinamarca            | 19,00   |
| 116      | F. C. Zürich                     | Suiza                | 18,50   |
| 117      | Cagliari Calcio                  | Italia               | 18,00   |
|          | MOL Fehérvár FC                  | Hungría              | 18,00   |
|          | Rapid Bucarest                   | Rumania              | 18,00   |
|          | Građanski Zagreb                 | Croacia              | 18,00   |
|          | Real Sociedad de F.              | España               | 18,00   |
| 122      | A. J. Auxerre                    | Francia              | 17,50   |
| 123      | FC Győr ETO                      | Hungría              | 17,00   |
|          | FC Torpedo Moskva                | Rusia                | 17,00   |
|          | FC Wacker Innsbruck              | Austria              | 17,00   |
| 126      | Dunfermline Athletic FC Fife     | Escocia              | 16,00   |
|          | CS Universitatea Craiova FC      | Croacia              | 16,00   |
|          | P. F. C. Levski Sofia            | Bulgaria             | 16,00   |
| 129      | 1. FC Kaiserslautern             | Alemania             | 15,00   |
|          | Grasshopper Club Zürich          | Suiza                | 15,00   |
|          | Karlsruher SC                    | Alemania             | 15,00   |
|          | RCD Mallorca                     | España               | 15,00   |
|          | L.R. Vicenza Virtus              | Italia               | 15,00   |
| 134      | 1. F.C. Fráncfort                | Alemania             | 13,00   |
|          | R Antwerp FC                     | Bélgica              | 12,50   |
| 136      | Fortuna Düsseldorf               | Alemania             | 12,50   |
| 137      | C. D. Tenerife                   | España               | 12,00   |
|          | Derby County F. C.               | Inglaterra           | 12,00   |
|          | F. C. Sochaux-Montbeliard        | Francia              | 12,00   |
|          | FK Radnički Niš                  | Serbia               | 12,00   |
|          | Widzew Łódź                      | Polonia              | 12,00   |
|          | Lausanne-Sports                  | Suiza                | 12,00   |
|          | O. G. C. Niza                    | Francia              | 12,00   |
|          | SV Austria Salzburg              | Austria              | 12,00   |
|          | Wiener AC                        | Austria              | 12,00   |
| 146      | Burnley FC                       | Inglaterra           | 11,00   |
|          | FK Vojvodina Novi Sad            | Serbia               | 11,00   |
|          | Ruch Chorzów                     | Polonia              | 11,00   |
| 149      | Atalanta B. C.                   | Italia               | 10,50   |
| 150      | Baník Ostrava                    | República Checa      | 10,00   |
|          | PFC Slavia Sofia                 | Bulgaria             | 10,00   |
|          | KRC Genk                         | Bélgica              | 10,00   |
|          | Servette                         | Suiza                | 10,00   |
| 154      | FC Dinamo Minsk                  | Bielorrusia          | 9,50    |
| 155      | AEK Atenas F.C.                  | Grecia               | 9,00    |
|          | Bohemians 1905                   | República Checa      | 9,00    |
|          | Kilmarnock F.C.                  | Escocia              | 9,00    |
|          | KSV Waregem                      | Bélgica              | 9,00    |
|          | Racing Club de Lens              | Francia              | 9,00    |
|          | Union R St. Gilloise             | Bélgica              | 9,00    |
|          | Neuchâtel Xamax FC               | Suiza                | 9,00    |
| 162      | Eintracht Braunschweig           | Alemania             | 8,00    |
|          | FC Ararat Ereván                 | Armenia              | 8,00    |
|          | FC Basel                         | Suiza                | 8,00    |
|          | FC Dnipro Dnipropetrovsk         | Ucrania              | 8,00    |
|          | FC Erzgebirge Aue                | Alemania             | 8,00    |
|          | SK Viktoria Žižkow               | República Checa      | 8,00    |
|          | Sparta Rotterdam                 | Países Bajos         | 8,00    |
|          | Wiener Sport-Club                | Austria              | 8,00    |
|          | Wisła Kraków                     | Polonia              | 8,00    |
| 171      | FSV Zwickau                      | Alemania             | 7,50    |
|          | Real Club Deportivo de La Coruña | España               | 7,50    |
|          | SK Beveren-Waas                  | Bélgica              | 40,00   |
| 174      | Racing Club de Estrasburgo       | Francia              | 7,00    |
| 175      | PAE Olympiakos SFP Pireas        | Grecia               | 6,50    |
| 176      | Lille Olympique Sporting Club    | Francia              | 6,00    |
|          | 1. FC Brno                       | República Checa      | 6,00    |
|          | FC Petrolul Ploieşti             | Rumania              | 6,00    |
|          | FK Velež Mostar                  | Bosnia y Herzegovina | 6,00    |
|          | Heart of Midlothian              | Escocia              | 6,00    |
|          | Hertha Berlín                    | Alemania             | 6,00    |
|          | Real Club Celta de Vigo          | España               | 6,00    |
|          | SC Lokeren                       | Bélgica              | 6,00    |
|          | Sheffield Wednesday F. C.        | Inglaterra           | 6,00    |
| 185      | FC Den Haag                      | Países Bajos         | 5,00    |
|          | Fenerbahçe SK İstanbul           | Turquía              | 5,00    |
|          | KFC Bayer Uerdingen 05           | Alemania             | 5,00    |
|          | MŠK Žilina                       | Eslovaquia           | 5,00    |
|          | Real Valladolid C. F.            | España               | 5,00    |
|          | Roda JC Kerkrade                 | Países Bajos         | 5,00    |
|          | Southampton F.C.                 | Inglaterra           | 5,00    |
| 192      | CSKA Moscow                      | Rusia                | 4,00    |
|          | DWS Amsterdam                    | Países Bajos         | 4,00    |
|          | FC Hradec Králové                | República Checa      | 4,00    |
|          | FC Lahti                         | Finlandia            | 4,00    |
|          | Linfield AFC                     | Irlanda del Norte    | 4,00    |
|          | NK Hajduk Split                  | Croacia              | 4,00    |
|          | Rosenborg BK Trondheim           | Noruega              | 4,00    |
|          | Sevilla F. C.                    | España               | 4,00    |
|          | SK Kladno                        | República Checa      | 4,00    |
|          | FK Slavija Sarajevo              | Bosnia y Herzegovina | 4,00    |
|          | SK Židenice                      | República Checa      | 4,00    |
|          | Venus București                  | Rumania              | 4,00    |

| El Club del Siglo de Europa |
| Real Madrid                 |

## Ranking por décadas
la IFFHS hizo un repaso esquemático de la variación del ranking durante el siglo XX: "Echando una mirada al ranking por décadas se pueden apreciar interesantes detalles. El Ferencváros TC Budapest lideró la clasificación europea hasta 1950, por delante del AC Sparta de Praga, el SK Slavia de Praga, FC Juventus de Turín, First Vienna, FK Austria Wien, SK Rapid de Viena, Újpest Dózsa, el FC Internazionale de Milán y Bolonia. Posteriormente, el Real Madrid se catapultó a la cima. En 1970 estaba por delante de FC Barcelona, "Inter", Ferencváros TC Budapest, Benfica, Milan AC, Manchester United FC, AC Sparta de Praga, Juventus de Turín y Újpesti Dózsa. El Real Madrid extendió su dominio hasta 1980 y los "Rojos" de Liverpool, Ajax y Bayern son los tres nuevos clubs que se hicieron un lugar entre los diez mejores. El Real Madrid CF estaba por delante de FC Barcelona, Milan AC, FC Internazionale Milano, Ferencváros TC Budapest, Juventus FC Torino, AFC Ajax de Amsterdam, Sport Lisboa e Benfica, Liverpool FCy el FC Bayern München. La clasificación europea de 1990 también estaba encabezada por dos clubs españoles, mientras que "Juve", Liverpool, Munich mejoraron sus posiciones, y sólo RSC Anderlecht entró entre los diez primeros, en sustitución de la Ferencváros Torna Club. En 1990 el Real Madrid aventajaba con la impresionante cifra de 136 puntos al "Barça".La última década del siglo 20 vio como "Juve", "Barça", Ajax y Bayern sumaban el mayor número de puntos de todos los clubs europeos, mientras que Liverpool, Anderlecht y el Benfica reducían su puntuación. Además, ningún nuevo club pudo hacerse sitio entre los diez primeros, ya que propiamente hubo un intercambio de posiciones entre los clubs clasificados del 2 al 9. Los "Reales" de Madrid tuvieron el honor con un inesperadamente gran distancia de convertirse en "El Club Europeo del Siglo".